# 伊達村賢
伊達 村賢（だて むらやす）は、伊予吉田藩の第5代藩主。

## 生涯
延享2年（1745年）1月12日、第4代藩主・伊達村信の次男として生まれる（生年は寛保元年（1741年）とも）。宝暦5年（1755年）4月25日に世子に指名され、宝暦13年（1763年）9月8日に父が隠居したため、家督を継いだ。12月9日に従五位下・和泉守に叙位・任官する。
しかし、相次ぐ火災や幕命による天明6年（1786年）の関東河川手伝い普請などで財政難がさらに深刻化し、領民に重税を強いて財政再建を図ろうとするが、天明7年（1787年）にはそのために強訴未遂事件が起こる有様で、これは村賢の死後に武左衛門一揆が起こる前兆にもなった。寛政元年（1789年）4月12日に能登守に遷任する。
寛政2年（1790年）2月9日、病により隠居し、直後の2月16日（2月10日とも）に死去した。享年46。家督は4月2日（4月8日とも）に次男の村芳が継いだ。